# Rețea de distribuție de conținut

(Stânga) Un singur server de distribuție
(Dreapta) Sistemul de distribuție CDN

O rețea de livrare de conținut sau rețea de distribuție de conținut (CDN) este o rețea distribuită la nivel global de servere de tip proxy disponibilă în mai multe centre de date. Scopul unei CDN este acela de a servi conținut cu disponibilitate ridicată și de înaltă performanță pentru utilizatorii finali. CDN-urile servesc o mare parte din conținutul de pe Internet de astăzi, inclusiv obiecte web (text, grafică și script-uri), obiecte care pot fi descărcate (fișiere media, software, documente), aplicații (e-commerce, portaluri), live streaming media, on-demand streaming media și rețelele sociale.